# El Arroyo
El Arroyo är en ort i Mexiko.   Den ligger i kommunen Tlaxco och delstaten Puebla, i den sydöstra delen av landet, 160 km nordost om huvudstaden Mexico City. El Arroyo ligger 822 meter över havet och antalet invånare är 108.
Terrängen runt El Arroyo är kuperad åt nordost, men åt sydväst är den bergig. Runt El Arroyo är det ganska tätbefolkat, med 160 invånare per kvadratkilometer. Närmaste större samhälle är Xicotepec de Juárez, 15,6 km söder om El Arroyo. Omgivningarna runt El Arroyo är en mosaik av jordbruksmark och naturlig växtlighet.